# Station Przasnysz Miasto
Station Przasnysz Miasto is een spoorwegstation in de Poolse plaats Przasnysz.